# Federace francouzského skautingu
Fédération du Scoutisme Français (Federace Francouzského skautingu) je zastřešující organisace, která spojuje úsilí několika skautských asociací ve Francii a také reprezentuje skautské hnutí ve Francouzské Guyaně, na Martiniku, v Saint Pierru a Miquelonu, na Nové Kaledonii, Réunionu, ve Wallisu a Futuně a v Guadeloupe. Až do roku 2012 předsedal federaci jako její prezident muslimský skaut Dr. F. Younes Aberkane.
Federace čítá asi 134 000 členů (k roku 2008) a je členem WAGGGS i WOSM.

## Členské organisace
- Eclaireuses et Eclaireurs de France (EEdF) - pro lidi libovolného vyznání, nejstarší skautská organisace v zemi, vytvořena v roce 1911
- Eclaireuses et Eclaireurs israélites de France (EEIdF) - pro židovské skauty, vytvořena v roce 1923
- Eclaireuses et Eclaireurs unionistes de France (EEUdF) - pro skauty protestanty, vytvořena v roce 1911
- Scouts et Guides de France (SGdF) - vytvořena 1. září 2004 sloučením dvou římskokatolických skautských organisací: Guides de France (vytvořené v roce 1923) a Scouts de France (vytvořené v roce 1920)
- Scouts Musulmans de France (SMdF) - pro skauty muslimy, vytvořené v roce 1990
- Scouts Vietnamiens de France (ASVD) - pro mládež vietnamského původu[1]